# 曾舉直
曾舉直（1894年—1981年），广东梅县人，中华民国军事将领。

## 生平
他年幼时受到黃遵憲、丘逢甲的影響，加入中国同盟會，并且入雲南講武堂十三期學軍事，后来他參加过北伐。1936年他任国民革命军陆军第四军少将参谋长。抗日战争期间，他任第九战区中将兵站总监。因車禍受傷，1948年8月，他以中將退伍，辞职到香港。1951年他到台湾，在苗栗縣政府任文獻會編纂組長，参与重修《苗栗縣志》。1981年他去世。